# Régiment Hector ou Marine Royale
Le régiment Hector ou Marine Royale est un des régiments de l'Armée des émigrés.

## Histoire

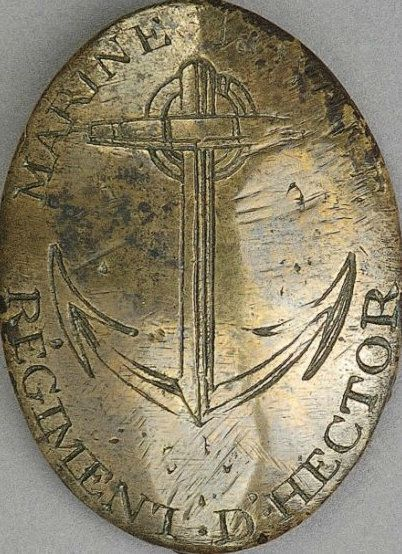
Plaque de poitrine

Charles Jean d'Hector (1722-1808), chef d'escadre en 1779, puis commandant du port de Brest à la veille de la Révolution, est déjà un homme âgé lorsqu'il émigre en 1791, pour rejoindre les princes. Il reçoit le commandement du Corps de la marine royale, exclusivement composé d'officiers de marine. Il forme en Angleterre en octobre 1794, un régiment uniquement composé d'anciens officiers de marine. Ce régiment est appelé Régiment Hector ou Marine Royale lors de l'expédition de Quiberon. Le comte d'Hector compose son régiment avec des marins qui avaient émigré, et le porte à 600 hommes.
Lorsque son régiment est appelé à faire partie de l'expédition de Quiberon au mois de juin et juillet 1795, il se trouve que les intrigues de Puisaye font écarter le comte d'Hector. Le régiment d'Hector est donc parti sans son colonel, mais dans d'excellentes conditions de discipline et de bon esprit, même les ex-matelots républicains trouvés dans les prisons anglaises. Il compte 700 hommes, là encore du fait de recrutement en Grande-Bretagne de non-émigrés : marins, officiers, prisonniers bretons, mais aussi de Toulonnais. Mais Hector renferme encore une majorité d'officiers de la marine royale. 
Les insistances du comte d’Hector sont telles qu'à la fin, il lui est accordé d'aller rejoindre son poste de combat. Mais comme il fait route pour la Bretagne, il apprend le désastre de l'expédition (21 juillet 1795). Le régiment d'Hector, réduit à 300 hommes, est campé à l'extrémité de la presqu'île. Le régiment d'Hector « se bat avec bravoure » ; mais, accablés par le nombre et par les « traîtres du régiment d'Hervilly », ils se font tous tuer en vendant chèrement leur vie.

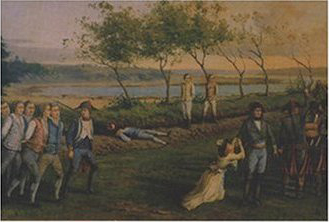
Les fusillés de Vannes, peinture de R. de Coueson, 1895.

Pendant et après l'expédition un grand nombre de volontaires sont fusillés. Conduits à Auray avec à leur tête, le comte de Soulanges ; ils sont condamnés à morts par les commissions militaires réunies à partir du 27 juillet, et exécutés à partir du 31 à Vannes, Auray et Quiberon, au nombre de 60 environ. 
Seuls parviennent à s'échapper des prisons : d'Antrechaux et de Chaumareys ce dernier sera le commandant de la frégate qui fera naufrage en 1816, La Méduse. 
Claude René Pâris, le comte de Soulanges, ancien chef d'escadre, chevalier de Saint-Louis, beau-frère du comte Charles-Jean d'Hector (1722-1808), est le commandant du régiment d'Hector, lors de l'expédition de Quiberon. Il est fusillé à Vannes le 31 juillet 1795.
À la fin de la campagne, ce corps est licencié le  24 octobre 1795 ; mais il est réorganisé deux ans plus tard, en Angleterre, et le comte d'Hector en est de nouveau nommé colonel, ce qui fait donner à ce régiment, formé tout entier d'officiers de marine comme en 1792, le nom de régiment d'Hector.
D'Hector a alors soixante-treize ans et il lui faut renoncer à l'espoir qu'il avait eu de mourir sur le champ de bataille ; il se renferme dans la retraite près de la ville de Reading, à treize lieues de Londres, et c'est là qu'il meurt.